# Dekanat München-Perlach
Das Dekanat München-Perlach war ein Dekanat der römisch-katholischen Kirche im Erzbistum München und Freising. Im Dekanat leben rund 48.000 Katholiken. Territorial umfasst das Dekanat in etwa den Münchner Bezirk 16 Ramersdorf-Perlach und die Landkreisgemeinde Neubiberg. Im Moment gehören acht Pfarreien zum Dekanat Perlach. Der Strukturplan 2020 der Erzdiözese München und Freising sieht vor,[veraltet] dass dem Dekanat Perlach künftig drei Pfarrverbände sowie die Pfarrei Christus Erlöser (Stadtteilkirche Neuperlach) angehören werden. Derzeitiger Dekan ist Christian Penzkofer. Sein Stellvertreter ist Bodo Windolf.
Das Katholische Militärpfarramt Neubiberg gehört nicht zum Dekanat München-Perlach, sondern zum Militärdekanat München.

## Liste der Kirchen
| Bild | Kirche                      | Stadtteil/Ort                          | Pastoraleinheit                                                  | Bemerkungen |
| ---- | --------------------------- | -------------------------------------- | ---------------------------------------------------------------- | --- |
|      | St. Pius                    | Berg am Laim                           | Pfarrverband Maria Ramersdorf – St. Pius                         | |
|      | St. Maria Ramersdorf        | Ramersdorf alter Ortskern              | Pfarrverband Maria Ramersdorf – St. Pius                         | bedeutende Wallfahrtskirche |
|      | St. Bernhard                | Balanstraße West                       | 2020 zu Dekanat München-Giesing                                  | |
|      | Patrona Bavariae            | Fasangarten                            | Filialkirche von St. Bernhard                                    | |
|      | Maria Königin der Märtyrer  | Obergiesing                            | Filialkirche von St. Bernhard                                    | Die Bauaufsicht veranlasste im Dezember 2023 die Schließung, da der 1996 errichtete Sonderbau nur befristet genehmigt worden war und seit 2016 keine Baugenehmigung mehr vorliegt. |
|      | Verklärung Christi          | Ramersdorf                             | Pfarrverband Verklärung Christi – St. Michael                    | |
|      | St. Michael                 | Perlach                                | Pfarrverband Verklärung Christi – St. Michael                    | |
|      | St. Georg                   | Unterbiberg                            | Filialkirche von St. Michael                                     | |
|      | St. Jakobus                 | Neuperlach Nordwest                    | gemeinsame Pfarrei Christus Erlöser (Stadtteilkirche Neuperlach) | beheimatete früher eine Zweigstelle der italienischsprachigen Mission. Das Zentrum war ab Anfang 2011 wegen baulicher Mängel zeitweise gesperrt und wurde 2012 abgerissen.         |
|      | St. Monika                  | Neuperlach Nordost                     | gemeinsame Pfarrei Christus Erlöser (Stadtteilkirche Neuperlach) | |
|      | St. Stephan                 | Neuperlach Zentrum West (Hochhausring) | gemeinsame Pfarrei Christus Erlöser (Stadtteilkirche Neuperlach) | |
|      | St. Philipp Neri            | Neuperlach Zentrum Ost                 | gemeinsame Pfarrei Christus Erlöser (Stadtteilkirche Neuperlach) | |
|      | St. Maximilian Kolbe        | Neuperlach Süd                         | gemeinsame Pfarrei Christus Erlöser (Stadtteilkirche Neuperlach) | im Kirchenzentrum befindet sich auch die katholische Jugendstelle im Dekanat Perlach, die auch Sitz der kjg Perlach ist und ein Caritas-Zentrum                                    |
|      | Rosenkranzkönigin Neubiberg | Neubiberg                              | Pfarrverband Neubiberg – Waldperlach                             | |
|      | Bruder Klaus                | Waldperlach                            | Pfarrverband Neubiberg – Waldperlach                             | |

## Katholische Verbände und Gruppen im Dekanat Perlach

### Bund der Deutschen Katholischen Jugend (BDKJ) im Dekanat München-Perlach
Den Bund der Deutschen Katholischen Jugend (BDKJ) bilden die im Dekanat München-Perlach vertretenen Mitgliedsverbände des BDKJ. Er vertritt die politischen, sozialen und kirchlichen Interessen der im Verband organisierten katholischen Jugendlichen des Dekanats, insbesondere auf der Stadt- und Regionalversammlung des BDKJs.
Geleitet wird der BDKJ Perlach durch den BDKJ-Dekanatsvorstand, der die Dekanatsjugendleitung ist.
Mitgliedsverbände in Perlach sind:

#### Mittlere Ebene der Katholischen jungen Gemeinde Perlach (kjg Perlach)
Die katholische junge Gemeinde (kjg) Perlach ist die Dekanatsjugend des Dekanats Perlach. Sie organisiert regelmäßig Aktivitäten für die Jugendlichen aus allen Perlacher Pfarreien.
Als Mittlere Ebene (= Dekanatsverband) Perlach gehört sie dem Diözesanverband München und Freising der katholischen jungen Gemeinde an.

#### DPSG-Stämme in Perlach
Es gibt einen Pfadfinderstamm der Deutschen Pfadfinderschaft Sankt Georg (DPSG) in Perlach: Der Stamm Sankt Michael Perlach ist in der Pfarrei St. Michael beheimatet. Er wurde am 8. Mai 1992 gegründet.
Der im Jahre 1967 ebenfalls in der Pfarrei St. Michael gegründete Stamm Camilo Torres ist im Jahr 2016 nach Hohenbrunn gezogen und befindet sich daher inzwischen im Dekanat Ottobrunn.

### Kolpingfamilie Neubiberg
In der Pfarrei Rosenkranzkönigin in der Gemeinde Neubiberg ist eine Kolpingsfamilie beheimatet. Sie wurde am 13. März im Jahr 1988 gegründet. Seit damals wuchs die Mitgliederzahl kontinuierlich. Derzeit sind über 120 Mitglieder in unserer Kolpingsfamilie angemeldet.

### Katholische Frauengemeinschaft Deutschlands (kfd)
Eine Ortsgruppe der Katholischen Frauengemeinschaft Deutschlands (kfd) gibt es im Kirchenzentrum Maximilian-Kolbe in der Pfarrei Christus Erlöser und gab es bis 1997 in St. Michael in Altperlach.